# علم صباح

Government Ensign of Sabah

تم اعتماد العلم الحالي لولاية صباح في 21 ديسمبر 1998. وهو أحمر وأبيض وثلاث درجات مختلفة من اللون الأزرق. الجبل في الكانتون كما في علم 1963 ، ولكن الآن باللون الأزرق الداكن على خلفية زرقاء فاتحة. الحقل أزرق متوسط فوق الأبيض فوق الأحمر. الجبل المعروض على العلم (وشعار النبالة في الولاية) هو جبل كينابالو.
تمثل الألوان الخمسة المختلفة الأقسام الخمسة في صباح.
- صورة ظلية لجبل كينابالو تمثل ولاية صباح.
- يمثل الزركون الأزرق السلام والهدوء.
- يمثل الجليد الأزرق الوحدة والازدهار.
- يمثل اللون الأزرق الملكي القوة والانسجام.
- يمثل الأبيض النقاء والعدالة.
- يمثل الفلفل الأحمر الشجاعة والتصميم.

علم شمال بورنيو (1882–1943 and 1944-1945).

مستعمرة التاج في شمال بورنيو (1945–63).

## علم صباح 1963-1986

علم صباح من (1963–86).

في 31 أغسطس 1963 ، تبنى صباح علمًا من أربعة خطوط (أحمر فوق أبيض فوق أصفر فوق أزرق) مع كانتون أخضر وجبل بني.
معنى العلم الذي تم إنشاؤه في عام 1963 مشابه جدًا للعلم الحالي المعتمد في عام 1998.

## علم صباح 1986-1998

علم صباح من(1986–98).

تم إنشاء تصميم العلم الثاني في عام 1981 من قبل حكومة ولاية BERJAYA (حزب جبهة شعب الصباح المتحدة). تم اعتماده رسميًا في 12 نوفمبر 1986. كان له تصميم مختلف تمامًا عن التصميم السابق: أزرق فوق أبيض مع مثلث أحمر على الرافعة. وهي تشبه علم "Trisakti" المستخدم من قبل الدولة سراوق حتى 31 أغسطس 1988 ، والتي كانت حمراء فوق الأبيض مع مثلث أزرق على الرافعة.
لا ينبغي الخلط بين هذا العلم و علم التشيك وعلم الفلبين.